# Championnat du monde de vitesse moto 1989
Navigation
Édition précédente Édition suivante
Le Championnat du monde de vitesse moto 1989 est la 41e saison de vitesse moto organisée par la FIM.

Ce championnat comporte quinze courses de Grand Prix, pour quatre catégories : 500 cm3, 250 cm3, 125 cm3 et 80 cm3. 
Notes
- 1989 est la dernière année où les 80cm³ ont un championnat du monde. Il sera supprimé car les 80cm³ ne correspondent plus aux impératifs économiques de la fin des années 1980. L'IRTA naissante décide qu'il n'y aura plus que 3 catégories. Les 80 cm³ seront désormais cantonnée aux championnats nationaux.

## Attribution des points
Les points du championnat sont attribués aux quinze premiers de chaque course :
| Classement | 1  | 2  | 3  | 4  | 5  | 6  | 7 | 8 | 9 | 10 | 11 | 12 | 13 | 14 | 15 |
| ---------- | -- | -- | -- | -- | -- | -- | - | - | - | -- | -- | -- | -- | -- | -- |
| Points     | 20 | 17 | 15 | 13 | 11 | 10 | 9 | 8 | 7 | 6  | 5  | 4  | 3  | 2  | 1  |

## Grands Prix de la saison
| N° | Course                            | Lieu           | Vainqueur 80 cm³  | Vainqueur 125 cm³ | Vainqueur 250 cm³ | Vainqueur 500 cm³   | Résultat |
| -- | --------------------------------- | -------------- | ----------------- | ----------------- | ----------------- | ------------------- | -------- |
| 1  | Grand Prix du Japon               | Suzuka         |                   | Ezio Gianola      | John Kocinski     | Kevin Schwantz      | Résultat |
| 2  | Grand Prix d'Australie            | Phillip Island |                   | Álex Crivillé     | Sito Pons         | Wayne Gardner       | Résultat |
| 3  | Grand Prix des États-Unis         | Laguna Seca    |                   |                   | John Kocinski     | Wayne Rainey        | Résultat |
| 4  | Grand Prix d'Espagne              | Jerez          | Herri Torrontegui | Álex Crivillé     | Luca Cadalora     | Eddie Lawson        | Résultat |
| 5  | Grand Prix des Nations            | Misano         | Jorge Martínez    | Ezio Gianola      | Sito Pons         | Pierfrancesco Chili | Résultat |
| 6  | Grand Prix d'Allemagne de l'Ouest | Hockenheim     | Peter Öttl        | Álex Crivillé     | Sito Pons         | Wayne Rainey        | Résultat |
| 7  | Grand Prix d'Autriche             | Salzburgring   |                   | Hans Spaan        | Sito Pons         | Kevin Schwantz      | Résultat |
| 8  | Grand Prix de Yougoslavie         | Rijeka         | Peter Öttl        |                   | Sito Pons         | Kevin Schwantz      | Résultat |
| 9  | Grand Prix des Pays-Bas           | Assen          | Peter Öttl        | Hans Spaan        | Reinhold Roth     | Wayne Rainey        | Résultat |
| 10 | Grand Prix de Belgique            | Spa            |                   | Hans Spaan        | Jacques Cornu     | Eddie Lawson        | Résultat |
| 11 | Grand Prix de France              | Le Mans        |                   | Jorge Martínez    | Carlos Cardús     | Eddie Lawson        | Résultat |
| 12 | Grand Prix de Grande-Bretagne     | Donington      |                   | Hans Spaan        | Sito Pons         | Kevin Schwantz      | Résultat |
| 13 | Grand Prix de Suède               | Anderstorp     |                   | Álex Crivillé     | Sito Pons         | Eddie Lawson        | Résultat |
| 14 | Grand Prix de Tchécoslovaquie     | Brno           | Herri Torrontegui | Álex Crivillé     | Reinhold Roth     | Kevin Schwantz      | Résultat |
| 15 | Grand Prix du Brésil              | Goiânia        |                   |                   | Luca Cadalora     | Kevin Schwantz      | Résultat |

## Résultats de la saison

### Championnat 1989 catégorie 500 cm³
| Clas. | Pilote               | N° | Pays        | Constructeur            | Points | Victoires |
| ----- | -------------------- | -- | ----------- | ----------------------- | ------ | --------- |
| 1     | Eddie Lawson         | 1  | États-Unis  | Rothmans-Kanemoto Honda | 228    | 4         |
| 2     | Wayne Rainey         | 3  | États-Unis  | Lucky Strike-Yamaha     | 210.5  | 3         |
| 3     | Christian Sarron     | 4  | France      | Gauloises-Yamaha        | 165.5  | 0         |
| 4     | Kevin Schwantz       | 34 | États-Unis  | Pepsi-Suzuki            | 162.5  | 6         |
| 5     | Kevin Magee          | 5  | Australie   | Lucky Strike-Yamaha     | 138.5  | 0         |
| 6     | Pier-Francesco Chili | 9  | Italie      | HB-Honda                | 122    | 1         |
| 7     | Niall Mackenzie      | 5  | Royaume-Uni | Marlboro-Yamaha         | 103    | 0         |
| 8     | Ron Haslam           | 8  | Royaume-Uni | Pepsi-Suzuki            | 86     | 0         |
| 9     | Michael Doohan       | 27 | Australie   | Rothmans-Honda          | 81     | 0         |
| 10    | Wayne Gardner        | 2  | Australie   | Rothmans-Honda          | 67     | 1         |

### Championnat 1989 catégorie 250 cm³
| Clas. | Pilote               | N° | Pays                 | Constructeur | Points | Victoires |
| ----- | -------------------- | -- | -------------------- | ------------ | ------ | --------- |
| 1     | Sito Pons            | 1  | Espagne              | Honda        | 262    | 7         |
| 2     | Reinhold Roth        | 5  | Allemagne de l'Ouest | Honda        | 190    | 2         |
| 3     | Jacques Cornu        | 3  | Suisse               | Honda        | 187    | 1         |
| 4     | Carlos Cardús        | 9  | Espagne              | Honda        | 162    | 1         |
| 5     | Luca Cadalora        | 6  | Italie               | Yamaha       | 127    | 2         |
| 6     | Masahiro Shimizu     | 10 | Japon                | Honda        | 116    | 0         |
| 7     | Jean-Philippe Ruggia | 7  | France               | Yamaha       | 110    | 0         |
| 8     | Juan Garriga         | 2  | Espagne              | Yamaha       | 98     | 0         |
| 9     | Helmut Bradl         |    | Allemagne de l'Ouest | Honda        | 88     | 0         |
| 10    | Martin Wimmer        |    | Allemagne de l'Ouest | Aprilia      | 62     | 0         |

### Championnat 1989 catégorie 125 cm³
| Clas. | Pilote          | N° | Pays                 | Constructeur | Points | Victoires |
| ----- | --------------- | -- | -------------------- | ------------ | ------ | --------- |
| 1     | Álex Crivillé   |    | Espagne              | JJ Cobas     | 166    | 5         |
| 2     | Hans Spaan      | 3  | Pays-Bas             | Honda        | 152    | 4         |
| 3     | Ezio Gianola    | 2  | Italie               | Honda        | 138    | 2         |
| 4     | Hisashi Unemoto |    | Japon                | Honda        | 104    | 0         |
| 5     | Fausto Gresini  |    | Italie               | Aprilia      | 102    | 0         |
| 6     | Koji Takada     |    | Japon                | Honda        | 99     | 0         |
| 7     | Stefan Prein    | 8  | Allemagne de l'Ouest | Honda        | 92     | 0         |
| 8     | Julian Miralles | 4  | Espagne              | Derbi        | 90     | 0         |
| 9     | Jorge Martínez  | 1  | Espagne              | Derbi        | 72     | 1         |
| 10    | Allan Scott     |    | États-Unis           | Honda        | 54     | 0         |

### Championnat 1989 catégorie 80 cm³
| Clas. | Pilote            | N° | Pays                 | Constructeur | Points | Victoires |
| ----- | ----------------- | -- | -------------------- | ------------ | ------ | --------- |
| 1     | Manuel Herreros   | 4  | Espagne              | Derbi        | 92     | 0         |
| 2     | Stefan Dörflinger | 3  | Suisse               | Krauser      | 80     | 0         |
| 3     | Peter Öttl        | 5  | Allemagne de l'Ouest | Krauser      | 75     | 3         |
| 4     | Herri Torrontegui |    | Espagne              | Krauser      | 75     | 2         |
| 5     | Gabriele Gnani    | 10 | Italie               | Gnani        | 45     | 0         |
| 6     | Paolo Priori      |    | Italie               | Krauser      | 41     | 0         |
| 7     | Bogdan Nikolov    | 6  | Bulgarie             | Krauser      | 40     | 0         |
| 8     | Jorge Martínez    |    | Espagne              | Derbi        | 35     | 1         |
| 9     | Jaime Mariano     |    | Espagne              | Casal        | 33     | 0         |
| 10    | Jörg Seel         |    | Allemagne de l'Ouest | Seel         | 32     | 0         |